# Reina Yokoyama
Reina Yokoyama (n. 22 februarie 2001, Saitama, Japonia) este un idol japonez.Ea a debutat ca un membru în Hello! Pro Kenshuusei în 2016, a venit în Morning Musume cu Kaede Kaga.

## Profil
- Nume:Reina Yokoyama
- Data nașterii:22 februarie 2001
- Locul nașterii:Saitama, Japonia
- Înălțime:152.5 cm
- Hobby-uri:ascult muzica, dans, canto
- Specialitatea:joacă diverse instrumente, alto sax, dans jazz

## Triva
- Genul ei de muzica este J-pop.
- Sporturile ei preferate sunt dans și fotbal.
- Cântecele ei preferate sunt: "Osu! Kobushi Tamashii" și "The Vision"

## Trupe
- Morning Musume
- Hello! Pro Kenshuusei

## Vezi și
- Morning Musume